# 高田作造
高田 作造（たかだ さくぞう、1934年（昭和9年） - 2010年（平成22年）8月17日）は、東京府出身の日本のテノール歌手である。

## 概要
アッリーゴ・ポーラに声楽を、ガエターノ・コメッリにオペラ・スコアを学んだ。テノール歌手ルチアーノ・パヴァロッティの兄弟子にあたる。コメッリのタクトのもと、長年にわたって数多くのテノール・ロールを歌った。1957年（昭和32年）7月、東京で日本初公演された『外套』のルイージ役でデビューを果たす。
『カルメン』のドン・ホセ役を得意としており、演じた回数は300回を超えている。
また一方、演出の仕事もしており、『道化師』、『カヴァレリア・ルスティカーナ』、『椿姫』、『ラ・ボエーム』、『蝶々夫人』、『運命の力』、『アイーダ』、外套』、『セビリアの理髪師』がある。東京アルテ・シェニカ・オペラ研究所を主催し、後進の指導にも力を入れた。
特筆すべきは、「コーチング」を重要視し、指導したこと。自身のレッスンで「教え方がわからないヤツは指導する資格がない。」というほど。声楽のレッスンを受けたのはもちろん、コーチングのレッスンも受けた上で指導しているという点が、日本の音楽教育における教員や一般の声楽教師の多くと異なる点である。トッププロのコーチングができ、日本語で説明が出来る、世界でも稀なコーチである。
レッスンでは「俺は車の修理屋なんだよ。」「変な歌い方をしてのどを壊したプロも、俺の所に来れば大丈夫。」とよく言っていた。
1967年より、明治大学混声合唱団の音楽監督兼ボイストレーナーを務めた。後に総監督、2014年現在は同合唱団永久監督となっている。
藤原歌劇団正団員。
| スタブアイコン | サブスタブ | この項目は、まだ閲覧者の調べものの参照としては役立たない、歌手に関連した書きかけの項目です。この項目を加筆・訂正などしてくださる協力者を求めています（P:音楽/PJ:芸能人）。 |